# Vaudherland
 Vaudherland  es una población y comuna francesa, en la región de Isla de Francia, departamento de Valle del Oise, en el distrito de Sarcelles y cantón de Gonesse.
Ocupando una superficie de sólo nueve hectáreas, es la comuna menos extensa del departamento y una de las tres de menor superficie de Francia.

## Demografía
| 102 | 91 | 105 | 89 | 93 | 88 |
| Para los censos de 1962 a 1999 la población legal corresponde a la población sin duplicidades (Fuente: INSEE [Consultar]) |    |     |    |    |    |